# Formigueret becfí
El formigueret becfí (Formicivora iheringi) és una espècie d'ocell de la família dels tamnofílids (Thamnophilidae) que habita boscos i matolls de l'est del Brasil.